# Rosetter Gleason Cole
Rosetter Gleason Cole (* 5. Februar 1866 in Clyde, Michigan; † 18. Mai 1952 in Lake Bluff, Illinois) war ein US-amerikanischer Komponist.
Cole studierte bei Calvin Brainerd Cady und von 1890 bis 1892 bei Max Bruch in Berlin. Er wirkte dann als Musiklehrer und lebte schließlich in Chicago als Komponist, Musikschriftsteller und Kompositionslehrer.
Das bekannteste Werk Coles ist die Kantate Helden der Freiheit. Er komponierte außerdem eine Oper, ein Sinfonisches Präludium, ein Heroisches Stück, eine Ouvertüre, eine Ballade für Cello und Orchester, Klavier- und Orgelstücke und Lieder.